# 蔡思貝
蔡思貝（英語：Sisley Choi Sea Pui，1991年2月6日—），香港女演員及主持，《2013年度香港小姐競選》亞軍，現為無綫電視經理人合約藝員兼當家花旦，先後於2017年及2020年《萬千星輝頒獎典禮》憑《踩過界系列》的「趙正妹（癲姐）」一角獲得「最受歡迎電視女角色」及「最佳女主角」獎，成為視后。

## 個人經歷

### 早年生活
蔡思貝1991年2月6日出生于香港，有一個哥哥，童年時在香港生活，因父親是警察而住在北角警察宿舍，曾就讀寶血小學及聖保祿中學。她在13歲時獨自遠赴紐西蘭留學，曾就讀 Waitaki Girls' High School。在留學期間，她為賺取零用錢而各出奇謀，曾自薦踏單車幫同學到市區買外賣、洗車等，所以從小已學會獨立。之後到德國海德堡大学修讀民族學，因而懂得德文，但於2013年未能完成第一年課程便回香港參選香港小姐，最終透過國力書院報讀菲律賓比立勤國立大學並以極短的一個月時間取得學士證書。
蔡思貝的父親是一名警察，自小對其教導頗為嚴厲，令其有所埋怨。不過，她曾在電視節目表示，長大後回想父親以往嚴厲的管教方式都是正確的，因而自己今天可以成為一位守法、活得光明磊落的好女孩。

### 2013年－2014年：入行初期
2013年，蔡思貝放暑假回港，報名參加《2013年度香港小姐競選》，最終獲得亞軍。當選三個月後，她獲監製張乾文賞識，參演時裝愛情喜劇《八卦神探》，是其第一套參演的電視劇。她在劇中飾演大學生「蘇倩敏」，並與鄭俊弘有感情線。蔡思貝順利與TVB簽約，成為旗下經理人合約藝員，從此展開其演藝事業。此外，她在加入TVB後曾以旁聽生身份參加第二十七期無綫電視藝員訓練班。
2014年，蔡思貝拍攝第二部劇集《名門暗戰》。她在出席此劇節目巡禮時接受訪問，坦言喜歡拍劇，無論時裝劇還是古裝劇都願意嘗試。《名門暗戰》為TVB 47週年台慶劇，蔡思貝在劇中飾演泰拳手「馬小明」，並與蕭正楠有感情線。該劇監製羅永賢對她的評價是：「她的氣質有點像當年郭藹明那倔強感覺。」

### 2015年－2016年：人氣急升
2015年3月，蔡思貝首度擔任女主角的無綫電視劇集《衝線》播出。她在劇中飾演助理會計師及腳踏車手「陽光」，並憑此劇首度獲提名角逐《萬千星輝頒獎典禮2015》「最佳女主角」。同年她首次拍攝電影《陀地驅魔人》並擔任第二女主角，連同前輩張家輝和張繼聰有許多對手戲。她在電影中飾演八卦記者「方紫寧」，並憑這部處女作獲提名第35屆香港電影金像獎「最佳新演員」。
2016年1月，蔡思貝在無綫電視劇集《鐵馬戰車》中飾演交通部警員「貝心柔（貝心）」，並憑此劇二度獲提名角逐《萬千星輝頒獎典禮2016》「最佳女主角」。同年，她憑《純熟意外》「殷然」一角在《TVB 馬來西亞星光薈萃頒獎典禮2016》獲得「最喜愛TVB電視角色」獎。

### 2017年－2019年：高峰時期
2017年1月，蔡思貝在無綫電視古裝喜劇《味想天開》飾演江湖老千「石柔」。同年4月，她在無綫電視懸疑犯罪劇集《心理追兇 Mind Hunter》飾演社工「童月」。同年6月，她主演的無綫電視時裝法律劇《踩過界》率先在愛奇藝首播，後在同月24日在翡翠台全新戲劇時段播出。她在劇中飾演黑社會師爺「趙正妹（癲姐）」，拍攝時需戴牙套扮醜。她憑此角色先後在《星和無綫電視大獎2017》及《TVB 馬來西亞星光薈萃頒獎典禮2017》兩個頒獎典禮中獲得「我最愛TVB電視女角色」及「最喜愛TVB電視角色」獎項。同年憑此劇第三度入圍《萬千星輝頒獎典禮2017》「最佳女主角」以及首度提名即大熱奪得「最受歡迎電視女角色」，打破楊怡、王君馨的紀錄成為史上最年輕的得主，也一了其在香港拿獎的心願。。
2018年5月，蔡思貝與余德丞主持無綫電視節目《緬甸奇幻旅程》，加上余德丞的「爛gag」，兩人更傳出緋聞，其後兩人以緋聞情侶姿態示人。該節目收視比同期杜如風主持的《北海道攻略》更高。同年12月，她在無綫電視民初劇《大帥哥》中饰演「章沅婉」一角，與前輩張衛健合作；同月憑《緬甸奇幻旅程》獲提名「最受歡迎電視拍檔」，也憑《大帥哥》「章沅婉」一角在《萬千星輝頒獎典禮2018》第四度獲提名「最佳女主角」和第二度獲提名「最受歡迎電視女角色」。
2019年4月，蔡思貝在無綫電視時裝警匪劇《鐵探》中飾演女臥底探員「招喜悅」，與前輩惠英紅及姜皓文合作。她憑此劇在《萬千星輝頒獎典禮2019》第五度獲提名「最佳女主角」和第三度獲提名「最受歡迎電視女角色」。

### 2020年至今：巔峰時期

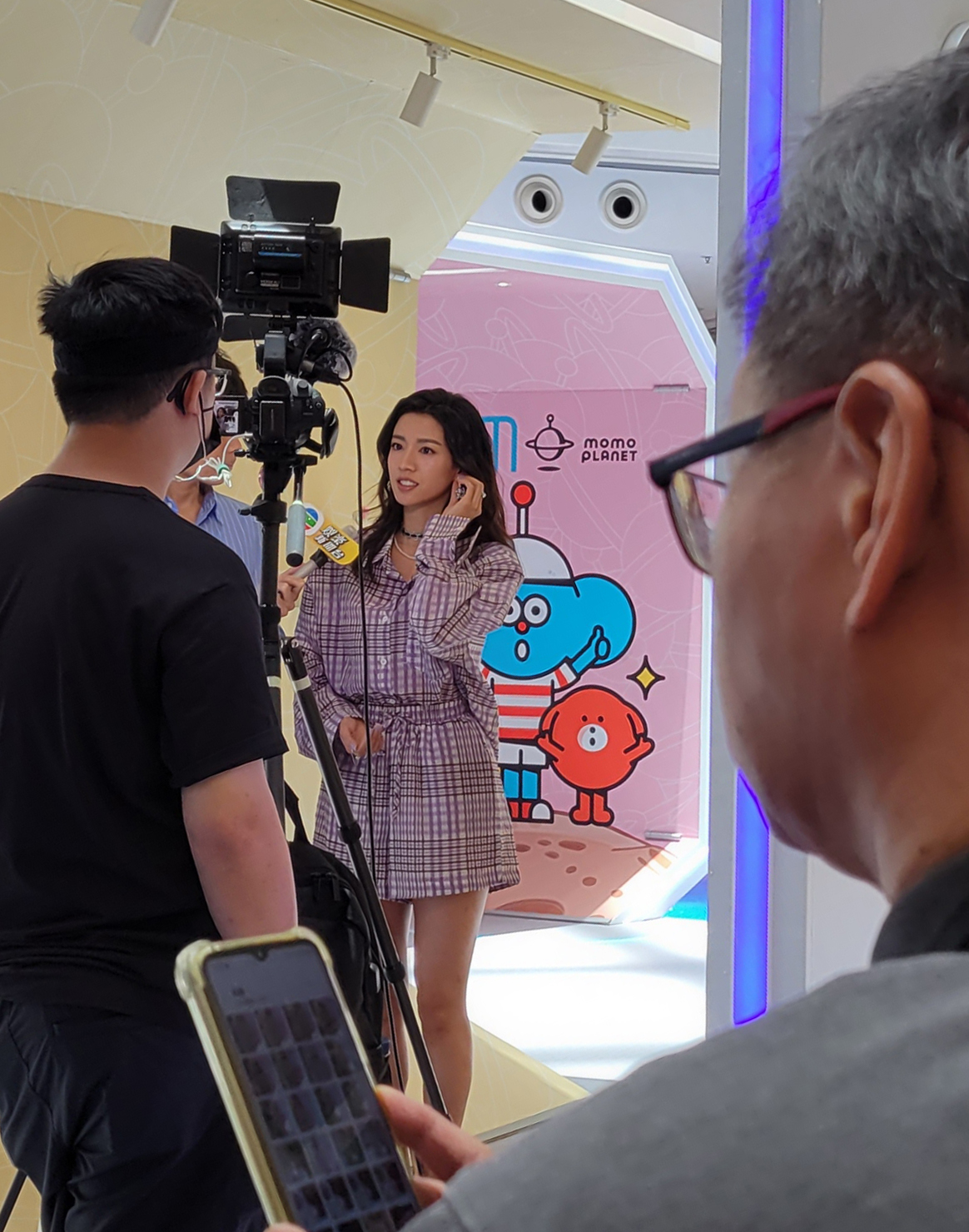
蔡思貝於2023年7月27日出席觀塘apm活動「夏日潮玩MOMO太空站」時接受無綫娛樂新聞專訪

2020年，蔡思貝共有《機場特警》、《使徒行者3》及《踩過界II》三部無綫電視劇集播出，其中前者成為全年香港收視亞軍劇集，後兩者更是檔期高度重疊的無綫電視台慶劇。蔡思貝於《萬千星輝頒獎典禮2020》中憑《踩過界II》「趙正妹（癲姐）」一角奪得「最佳女主角」獎，並入圍「馬來西亞最喜愛TVB女主角」最後五強，以29歲之齡成為首位「90後」視后及奪獎時第二年輕的視后（與1999年同樣29歲之齡奪獎的宣萱並列），僅次於1998年以25歲之齡奪視后的蔡少芬。蔡思貝亦憑《使徒行者3》「竇亞希」一角入圍《萬千星輝頒獎典禮2020》「最受歡迎電視女角色」最後五強，並奪得《2020年度YAHOO!搜尋人氣大獎》「人氣電視女角色」。
2022年5月，蔡思貝主演的無綫電視劇集《廉政行動2022》播出，她於劇中飾演「李進兒」。11月，蔡思貝主演的無綫電視台慶劇《法證先鋒V》播出，她於劇中飾演自由服務業者「譚倩雯」。同年年尾，蔡思貝於《萬千星輝頒獎典禮2022》入圍「最佳女主角」、「馬來西亞最喜愛TVB女主角」及「最受歡迎電視女角色」三大獎項。
2023年，蔡思貝主演的無綫電視劇集《你好，我的大夫》播出，她於劇中飾演中醫師「程嘉應」一角，與何廣沛有不少對手戲，演出受到注目。同年年尾，蔡思貝憑此劇於《萬千星輝頒獎典禮2023》入圍「最佳女主角」最後十強。此外，她是近年為無綫電視監製陳耀全和方駿釗的常用演員。
2023年6月22日，周星馳於其生日當天宣布籌備電影《少林女足》拍攝，並公開招募女演員。為此，蔡思貝於其個人Instagram上載自薦短片，以表示自己符合周星馳所列出的「年輕貌美、身材標致、天資聰敏、體能出眾」四大條件。2025年4月，曾與周星馳合作的田啟文應傳媒採訪時透露，蔡思貝自薦成功，成為《少林女足》一片的香港女演員代表，並已於深圳開始拍攝工作。

## 事件

### 有關學士學位
蔡思貝在2013年10月透過李以力開設的國力書院報讀菲律賓比立勤國立大學的工商管理學士課程，資料顯示2013年11月便完成修讀19科，並於2013年12月獲頒畢業證書取得學士學位，由報讀至畢業的過程在短短的兩個月內便極速完成。比立勤國立大學1904年成立時只是一所中學，直至1993年才升格為大學，該校在《QS世界大學排名》及《泰晤士高等教育世界大學排名》均榜上無名。即使在菲律賓國內，比立勤國立大學只排第90位。 該校曾經與香港的國力書院合作，提供遙距教學課程，國力書院於2015年起被揭發涉假學歷事件，偽造文件令學生極速畢業 。

### 有關碩士學位
2015年12月3日，蔡思貝被揭發申請入讀美大學碩士學位時，為她撰寫推薦信的公司東主Tong Suet Ha，懷疑就是蔡的母親。信中未有申報二人親屬關係，蔡母更聲稱見證（witness）蔡思貝完成菲大學學位。法律界人士指，撰寫人或涉嫌作虛假陳述。

### 車牌前後不一
2017年4月22日，有報章報導指其寶馬座駕車牌前後不一，前面一號碼為「6」，後面卻是「9」，並於街上行駛，有媒體採訪蔡思貝，她解释是修理汽車泵把時，車行老闆好心見車牌撞花幫她更換，自己也沒留意，她並稱曾經有人指她與車無緣，架車會帶給她很多麻煩。有警官指蔡思貝的座駕車牌前後不一，有可能已經觸犯香港法例。

## 軼事

### 媒體報道
據傳媒報道，曾志偉早前表示較欣賞港姐亞軍蔡思貝，因而被冠軍陳凱琳及季軍劉佩玥抵制。而蔡思貝表示一直都好開心，以為比賽前才會出現不和報道，但今次反而是完成比賽後才傳出不和，因而感到無奈。其後蔡思貝解釋，陳凱琳在決賽當晩的表現一直都很好，奪冠實至名歸，而自己的表現都不俗，所以獲得亞軍都是値得。

### 相貌
蔡思貝被網民認為與網絡紅人達哥林慧韡樣貌相似，而蔡思貝本人則自以為其樣貌與日本當紅藝人木村拓哉相似。然而亦有人認為她樣貌與前無綫電視藝人陳芷菁十分相似。

### 圈中好友
蔡思貝加入無綫後人緣甚廣，結交了不少好友，並跟賴慰玲、陳瀅、陳嘉寶、何雁詩及吳嘉熙組成「SÏXTERS」。此外，她亦跟王君馨、湯洛雯及楊秀惠等份屬好友。

### 跑步
蔡思貝喜歡跑步，自小便跟隨前香港華人馬拉松紀錄保持者吳輝揚教練學習跑步。她更曾於2018年及2023年兩度參加渣打香港馬拉松半馬拉松賽事，個人最快時間為1小時47分34秒。

## 演出作品

### 電視劇
| 首播     | 劇名                     | 角色                   |
| 無綫電視 |                          |                        |
| 2014年   | 名門暗戰                 | 馬小明                 |
| 2014年   | 八卦神探                 | 蘇倩敏                 |
| 2015年   | 衝線                     | 陽光（Moon）           |
| 2016年   | 鐵馬戰車                 | 貝心柔（背心）         |
| 2016年   | 潮流教主                 | 張逸寧（Yannes）       |
| 2016年   | 純熟意外                 | 殷然（Eunice）         |
| 2017年   | 味想天開                 | 石柔（老抽、阿柔）     |
| 2017年   | 心理追兇 Mind Hunter     | 童月（Moon）           |
| 2017年   | 踩過界                   | 趙正妹（癲姐、Deanie） |
| 2018年   | 大帥哥                   | 章沅婉                 |
| 2019年   | 鐵探                     | 招喜悅（Jill）         |
| 2019年   | 機動部隊2019             | 阿心                   |
| 2020年   | 機場特警                 | 辛凱晴（辛仔）         |
| 2020年   | 使徒行者3                | 竇亞希（阿兜）         |
| 2020年   | 踩過界II                 | 趙正妹（癲姐）         |
| 2022年   | 廉政行動2022             | 李進兒                 |
| 2022年   | 法證先鋒V                | 譚倩雯（Taya）         |
| 2023年   | 你好，我的大夫           | 程嘉應（程醫師）       |
| 2024年   | 飛常日誌                 | 張若玲（Jackie）       |
| 2024年   | 法證先鋒VI：倖存者的救贖 | 譚倩雯（特別演出）     |
| 邵氏兄弟 |                          |                        |
| 2022年   | 飛虎3壯志英雄            | 余曉欣（小魚）         |
| 2023年   | 廉政狙擊                 | 黎曉山                 |

### 電影
| 首映   | 電影名     | 角色   |
| 2015年 | 陀地驅魔人 | 方紫寧 |
| 2023年 | 無間一戰   | 周嘉雯 |
| 2024年 | 誤判       | 梁美儀 |
| 拍攝中 | 少林女足   |        |

### 電視節目
| 首播            | 節目名                                 | 備註                                                           |
| 無綫電視        |                                        |                                                                |
| 2013年          | 香港小姐競選 漫遊世界                  |                                                                |
| 2013年          | 2013香港小姐競選準決賽                 | 司儀：王祖藍、崔建邦                                           |
| 2013年          | 香港小姐 全城熱選                      |                                                                |
| 2013年          | 今日VIP（8月29日）                     | 徐韶蓓、崔建邦                                                 |
| 2013年          | 香港小姐 傳奇誕生                      |                                                                |
| 2013年          | 2013年度香港小姐競選決賽               | 司儀：王祖藍、崔建邦                                           |
| 2013年          | 時刻裝備 TVB 創造46年傳奇              |                                                                |
| 2013年          | 姊妹淘（12月23-25日）                  | 羽翹、楊秀惠、張名雅                                           |
| 2014年          | 兄弟幫 （2月12、13日）                 | 林盛斌、王梓軒、梁烈唯                                         |
| 2014年          | 今日VIP（3月12日）                     | 李浩林                                                         |
| 2014年          | 快樂聯盟（5月25日）                    | 蔡一傑、蔡一智、蘇志威、謝安琪、錢嘉樂、林盛斌、黃翠如、羅鈞滿 |
| 2014年          | Go! Yama Girl                          | 李佳芯、陳嘉寶、王敏奕、曹思詩、葉麗嘉、方珈悠                 |
| 2014年          | 山系女行 Yama Girl                     | 李佳芯、陳嘉寶、王敏奕、曹思詩、葉麗嘉、方珈悠                 |
| 2014年          | 瘋狂夏水禮（第1-5集）                  | 林曉峰、崔建邦、Mandy Lieu                                     |
| 2014年          | 姊妹淘（9月15、17日）                  | 楊秀惠、張名雅                                                 |
| 2014年          | 千奇百趣玩HIGH D（10月10日）           | 沈震軒、鄧佩儀、溫家偉                                         |
| 2015年          | 羊洋喜氣花車巡遊匯演                   |                                                                |
| 2015年          | 博愛歡樂傳萬家                         |                                                                |
| 2015年          | 今日VIP（3月18日）                     | 吳若希、吳家樂                                                 |
| 2015年          | 建造香港好明天                         |                                                                |
| 2015年          | 姊妹淘（3月31日）                      | 葉翠翠、吳若希                                                 |
| 2015年          | 兄弟幫（4月8、9日）                    | 林盛斌、王梓軒、梁烈唯、陳國峰、范振鋒                         |
| 2015年          | 超強選擇1分鐘（7月31日）               | 朱千雪、黃心穎                                                 |
| 2015年          | 萬千星輝頒獎典禮2015                   |                                                                |
| 2016年          | 今日VIP（1月18日）                     | 袁偉豪、唐詩詠、吳家樂                                         |
| 2016年          | Sunday好戲王（3月13日）                | 陳 瀅、陳奐仁、呂慧儀                                          |
| 2016年          | 星星探親團－新西蘭奧馬魯篇 （5月25日） |                                                                |
| 2016年          | 一綫娛樂（5月30日、6月6日）            | 《純熟意外》演員                                               |
| 2016年          | myTV SUPER呈獻：萬千星輝放暑假         | 表演嘉賓                                                       |
| 2016年          | 我愛香港（10月9日）                    | 張繼聰、商天娥、姜皓文、林欣彤                                 |
| 2017年          | 千奇百趣特工隊（3月8日）               |                                                                |
| 2017年          | 使徒行者 臥底遊戲（11月4日）           |                                                                |
| 2018年          | 玩轉新加坡無限式（TVB8）               |                                                                |
| 2018年          | 降魔的 捉妖遊戲                        |                                                                |
| 2018年          | Do姐有問題 (sr.2)                      |                                                                |
| 2018年          | 美女廚房                               |                                                                |
| 2018年          | 緬甸奇幻旅程                           |                                                                |
| 2019年          | 娛樂大家                               |                                                                |
| 2020年          | Do姐有問題（sr.4）                     |                                                                |
| 2021年          | 好聲好戲                               |                                                                |
| 2023年          | 不可能任務                             |                                                                |
| 2023年          | 貝遊英倫                               |                                                                |
| 2023年          | 貝遊歐洲                               |                                                                |
| 2023年          | 獎門人中秋感謝祭                       |                                                                |
| 2023年          | 善心滿載仁愛堂                         |                                                                |
| 2023年          | 萬千星輝賀台慶                         |                                                                |
| 2024年          | 獎門人恭喜發財全盒                     | 重溫片段                                                       |
| Big Big Channel |                                        |                                                                |
| 2017年          | 美女廚房                               |                                                                |

#### 無綫月曆
| 年份                           | 合作演員 |
| 2015年-1月-主題：《衝線》      | 羅仲謙、林夏薇                                                                                                |
| 2016年1月-主題：《潮流教主》   | 陳 豪、羅仲謙、楊秀惠、邵珮詩、李璧琦、湯洛雯、陳 瀅、李佳芯、呂慧儀、岑杏賢、莊思明、莊思敏、許亦妮          |
| 2016年-5月-主題：《純熟意外》  | 吳啟華、滕麗名、黎諾懿、李施嬅                                                                                |
| 2017年-5月-主題：《踩過界》    | 王浩信、張振朗、李佳芯、朱千雪                                                                                |
| 2018年-3月-主題：《大帥哥》    | 張衛健、洪永城、楊秀惠、譚凱琪、曹永廉、李 嘉、徐榮                                                           |
| 2019年-3月-主題：《鐵探》      | 惠英紅、許紹雄、袁偉豪、王君馨、姜皓文、黃智賢、蔣祖曼、鄧佩儀 、楊明 、吳廷燁 、梁競徽                       |
| 2019年-10月-主題：《機場特警》 | 張振朗、楊 明、黃子恆、關禮傑、黎振燁、鄧佩儀、許家傑、王梓軒、何啟南、崔錦棠、冼灝英、袁鎮業、朱敏瀚、陳偉洪 |

## 曾獲獎項及提名

### 香港小姐競選
| 年份   | 頒獎典禮             | 獎項                        | 結果 |
| ------ | -------------------- | --------------------------- | ---- |
| 2013年 | 2013年度香港小姐競選 | 亞軍                        | 獲獎 |
| 2013年 | 2013年度香港小姐競選 | 「陸上擂台」－跑步比賽 亞軍 | 獲獎 |
| 2013年 | 2013年度香港小姐競選 | 最佳星級化妝師獎            | 獲獎 |

### 萬千星輝頒獎典禮
| 年份   | 獎項                    | 劇集／節目                 | 角色／拍檔 | 結果     |
| ------ | ----------------------- | -------------------------- | ---------- | -------- |
| 2015年 | 最佳女主角              | 《衝線》                   | 陽光       | 提名     |
| 2016年 | 最佳女主角              | 《鐵馬戰車》               | 貝心柔     | 提名     |
| 2017年 | 最佳女主角              | 《踩過界》                 | 趙正妹     | 提名     |
| 2017年 | 最受歡迎電視女角色      | 《踩過界》                 | 趙正妹     | 獲獎     |
| 2018年 | 最佳女主角              | 《大帥哥》                 | 章沅婉     | 提名     |
| 2018年 | 最受歡迎電視女角色      | 《大帥哥》                 | 章沅婉     | 提名     |
| 2018年 | 最受歡迎電視拍檔        | 《緬甸奇幻旅程》           | 與余德丞   | 提名     |
| 2019年 | 最佳女主角              | 《鐵探》                   | 招喜悅     | 提名     |
| 2019年 | 最受歡迎電視女角色      | 《鐵探》                   | 招喜悅     | 提名     |
| 2020年 | 最佳女主角              | 《踩過界2》                | 趙正妹     | 獲獎     |
| 2020年 | 馬來西亞最喜愛TVB女主角 | 《踩過界2》                | 趙正妹     | 最後五強 |
| 2020年 | 最受歡迎電視女角色      | 《使徒行者3》              | 竇亞希     | 最後五強 |
| 2020年 | 最受歡迎電視拍檔        | 《使徒行者3》              | 與張振朗   | 提名     |
| 2022年 | 最佳女主角              | 《廉政行動2022》           | 李進兒     | 提名     |
| 2022年 | 最佳女主角              | 《法證先鋒V》              | 譚倩雯     | 提名     |
| 2022年 | 馬來西亞最喜爱TVB女主角 | 《廉政行動2022》           | 李進兒     | 提名     |
| 2022年 | 馬來西亞最喜爱TVB女主角 | 《法證先鋒V》              | 譚倩雯     | 提名     |
| 2022年 | 最受歡迎電視女角色      | 《廉政行動2022》           | 李進兒     | 提名     |
| 2022年 | 最受歡迎電視女角色      | 《法證先鋒V》              | 譚倩雯     | 提名     |
| 2022年 | 最受歡迎電視拍檔        | 《法證先鋒V》              | 與袁偉豪   | 提名     |
| 2023年 | 最佳女主角              | 《廉政狙擊》               | 黎曉山     | 提名     |
| 2023年 | 最佳女主角              | 《你好，我的大夫》         | 程嘉應     | 最後十強 |
| 2023年 | 馬來西亞最喜愛TVB女主角 | 《你好，我的大夫》         | 程嘉應     | 提名     |
| 2023年 | 最佳女主持              | 《貝遊英倫》、《貝遊歐洲》 | 不適用     | 最後十強 |
| 2024年 | 最佳女主角              | 《飛常日誌》               | 張若玲     | 最後十強 |
| 2024年 | 大灣區最喜愛TVB女主角   | 《飛常日誌》               | 張若玲     | 提名     |
| 2024年 | 最佳女主持              | 《與天地對話》             | 不適用     | 提名     |

### TVB 馬來西亞星光薈萃頒獎典禮
| 年份   | 獎項                     | 劇集         | 角色／ 搭檔      | 結果 |
| ------ | ------------------------ | ------------ | ---------------- | ---- |
| 2015年 | 最喜愛TVB飛躍進步女藝員  | 《八卦神探》 | 蘇倩敏           | 提名 |
| 2015年 | 最喜愛TVB飛躍進步女藝員  | 《衝線》     | 陽光             | 提名 |
| 2015年 | 最喜愛TVB電視角色        | 《衝線》     | 陽光             | 提名 |
| 2016年 | 最喜愛TVB女主角          | 《潮流教主》 | 張逸寧           | 提名 |
| 2016年 | 最喜愛TVB電視角色        | 《純熟意外》 | 殷然             | 獲獎 |
| 2016年 | 2016年紅爆網絡新鮮人大獎 | 不適用       | 不適用           | 提名 |
| 2017年 | 最喜愛TVB女主角          | 《踩過界》   | 趙正妹           | 提名 |
| 2017年 | 最喜愛TVB電視角色        | 《踩過界》   | 趙正妹           | 獲獎 |
| 2017年 | 最喜愛TVB熒幕情侶        | 《踩過界》   | 與王浩信及朱千雪 | 提名 |

### 星和無綫電視大獎
| 年份   | 獎項                | 劇集         | 角色   | 結果 |
| ------ | ------------------- | ------------ | ------ | ---- |
| 2016年 | 我最愛TVB女主角     | 《潮流教主》 | 張逸寧 | 提名 |
| 2016年 | 我最愛TVB電視女角色 | 《潮流教主》 | 張逸寧 | 提名 |
| 2017年 | 我最愛TVB女主角     | 《踩過界》   | 趙正妹 | 提名 |
| 2017年 | 我最愛TVB電視女角色 | 《踩過界》   | 趙正妹 | 獲獎 |

### 其他獎項及提名
| 年份   | 獎項                 | 獎項                 | 作品           | 角色/搭檔 | 結果       |
| ------ | -------------------- | -------------------- | -------------- | --------- | ---------- |
| 2016年 | 第35屆香港電影金像獎 | 最佳新演員           | 《陀地驅魔人》 | 方紫寧    | 提名       |
| 2017年 | 金骨朵網絡影視盛典   | 網絡劇女演員         | 《踩過界》     | 趙正妹    | 提名       |
| 2017年 | 觀眾在民間電視大獎   | 民選飛躍進步女藝員   | 《踩過界》     | 趙正妹    | 得票第三名 |
| 2019年 | 亞洲影藝創意大獎     | 最佳女配角（香港區） | 《鐵探》       | 招喜悅    | 獲獎       |
| 2019年 | 亞洲影藝創意大獎     | 最佳女配角           | 《鐵探》       | 招喜悅    | 提名       |
| 2020年 | 埋堆堆頒獎典禮       | 最受歡迎女主角       | 不適用         | 不適用    | 獲獎       |
| 2020年 | 娛樂share            | 民間視               | 《踩過界2》    | 趙正妹    | 獲獎       |
| 2020年 | 01娛樂民選港劇大獎   | 最佳女主角           | 《踩過界2》    | 趙正妹    | 最後十強   |
| 2020年 | 01娛樂民選港劇大獎   | 最佳CP               | 《使徒行者3》  | 與張振朗  | 最後五強   |
| 2020年 | YAHOO!搜尋人氣大獎   | 人氣電視女角色       | 《使徒行者3》  | 竇亞希    | 獲獎       |

## 外部連結
- 蔡思貝的Instagram帳戶
- 蔡思貝的新浪微博
- 蔡思貝影迷會的新浪微博
- 蔡思貝的Facebook專頁
- 蔡思貝在香港影庫上的簡介

| 前任： 黃心穎 | 香港小姐競選亞軍 2013年 | 繼任： 王卓淇 |